# Dolmen de la Creu de la Llosa
Dolmen de la Creu de la Llosa nazývaný též dolmen de la Creu de la Falibe je kamenná megalitická stavba nalézající se u městečka Saint-Michel-de-Llotes ve francouzském departementu Pyrénées-Orientales.